# Evabritt Strandberg
Evabritt Strandberg (født 7. april 1943 i Stockholm) er en svensk sanger og skuespiller. Hun er halvsøster til Charlott Strandberg og barnebarn til Olle Strandberg. Hun har vært gift med Sven Wollter (de har datteren Lina Wollter) og Lars-Erik Berenett (de har sønen Matti Berenett).
Strandberg ville bli dyrlæge men hadde ikke bra karakterer i matematik, fysik og kemi, og da ville hun i stedet arbejde med teater; hun studerede ved Dramatens elevskola 1962–65.
Strandberg arbejdede ved Dramaten 1965–67 og ved Riksteatern 1967–68. 1968–83 arbejdede hun ved Göteborgs stadsteater.
Som sanger publicerede Strandberg sin LP En sång ett vapen i 1965. Hun har tolket sanger af Jacques Brel, Édith Piaf, Lars Forssell og Cornelis Vreeswijk. I 1995 fik hun Cornelis Vreeswijk-stipendet med motivet "En sångkonst av stor bärighet och styrka, rå och sovrad intensitet som kongenialt gestaltar tillvarons gläde och sorg, en formulering som även kan räcka hennes skådespeleri".

## Udvalgt filmografi
- 2001 – Gustav III:s äktenskap (TV)
- 2000 – Barnen på Luna (TV)
- 1995 – Radioskugga (TV)
- 1991 – Sanning och konsekvens (TV)
- 1988 – Råttornas vinter
- 1985 – Lösa förbindelser (TV)
- 1982 – Polisen som vägrade svara (TV)
- 1981 – Stjärnhuset (TV, "julkalendern")
- 1988 – Deadline
- 1965 – Love 65